# Robert Piloty
Robert Piloty (6 de junho de 1924 — 21 de janeiro de 2013) foi um cientista da computação alemão. Foi um dos pioneiros no campo da construção de computadores programáveis e um dos introdutores do curso de ciência da computação na Alemanha.